# Carmen Lieth
Carmen Lieth (* 17. Oktober 1974) ist eine ehemalige deutsche Fußballspielerin.

## Karriere
Lieth gehörte Grün-Weiß Brauweiler von 1995 bis 1997 als Abwehrspielerin an. Während ihrer zweijährigen Vereinszugehörigkeit gewann sie drei Titel, das Double und den DFB-Supercup.
In der seinerzeit zweigleisigen Bundesliga schloss sie mit ihrer Mannschaft die Gruppe Nord als Meister ab. Die sich anschließende Endrunde um die Deutsche Meisterschaft wurde ebenfalls erfolgreich abgeschlossen, da sie mit ihrer Mannschaft am 8. Juni im Duisburger Stadtteil Homberg den FC Rumeln-Kaldenhausen – wenn auch erst im Elfmeterschießen – mit 5:3 bezwingen konnte.
Sechs Tage später gewann sie mit ihrer Mannschaft im Olympiastadion Berlin auch das Finale um den DFB-Pokal; der FC Eintracht Rheine konnte – als Vorspiel zum Männerfinale – mit 3:1 bezwungen werden.
Im Finale um den DFB-Supercup am 31. August 1997 beim 1:0-Sieg beim FC Eintracht Rheine wurde sie nicht eingesetzt.

## Erfolge
- Deutscher Meister 1997, Finalist 1995
- DFB-Pokal-Sieger 1997
- DFB-Supercup-Sieger 1997 (ohne Einsatz)